# Camí de la Cova Plana I
Camí de la Cova Plana I és un abric que conté pintures rupestres d'estil llevantí. Està situat en el terme municipal de Mequinensa (Aragó). A les rodalies del jaciment dels Camps d'Urnes dels Castellets, es localitza en el marge dret d'un petit barranc tributari del riu Ebre, essent una de les últimes troballes d'art rupestre realitzades al terme municipal de Mequinensa. Encara que l'entorn del jaciment es troba molt alterat pels treballs d'extracció de mineral de carbó (la conca carbonífera de Mequinensa), encara es conserva una petita cova formada per tres grans blocs d'arenisca caiguts, on apareix una figura pintada en vermell que representa un motiu antropomorf o cruciforme de similars característiques a l'aparegut en l'abric de la Roca de Marta, encara que en aquesta ocasió està millor conservat.
L'abric està inclòs dins de la relació de coves i abrics amb manifestacions d'art rupestre considerats Béns d'Interès Cultural en virtut del que es disposa en la disposició addicional segona de la Llei 3/1999, de 10 de març, del Patrimoni Cultural Aragonès. Aquest llistat va ser publicat en el Butlletí Oficial d'Aragó del dia 27 de març de 2002. Forma part del conjunt de l'art rupestre de l'arc mediterrani de la península ibèrica, que va ser declarat Patrimoni de la Humanitat per la Unesco (ref. 874-655). També va ser declarat Bé d'Interès Cultural amb el codi RI-51-0009509.